# كأس تونس 1999–2000
كأس تونس لكرة القدم 1999-2000 هو الموسم رقم 44 منذ الاستقلال وال69 منذ إنشائه من كأس تونس لكرة القدم.

فاز بهذا الموسم النادي الإفريقي، وجاء ثانيا النادي الرياضي الصفاقسي.

## روابط خارجية
- الموقع الرسمي للجامعة التونسية لكرة القدم.